# 하파이 제도

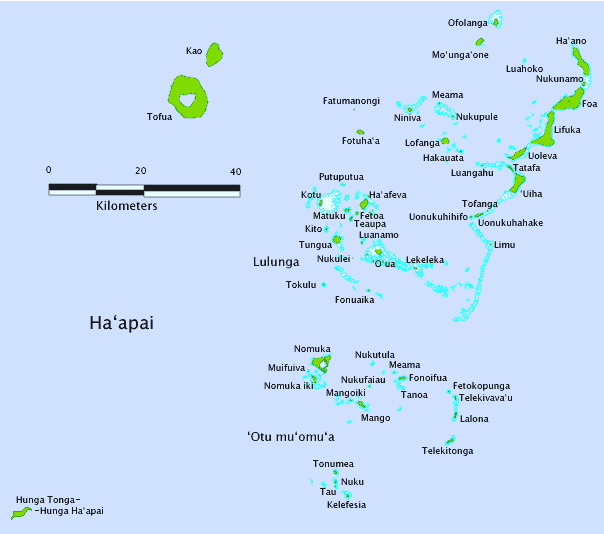
하파이 제도

하파이 제도(Ha'apai)는 통가 중부에 위치한 제도로 행정 중심지는 리푸카섬에 위치한 마을인 팡가이이다. 남쪽으로는 통가타푸섬, 북쪽으로는 바바우 제도와 접한다. 이 중 17개 섬에는 사람이 거주한다.
가장 큰 섬은 동쪽에 있는 리푸카 제도를 이루는 리푸카섬(Lifuka, 인구 2,968명, 2006년 기준)과 포아섬(Foa, 인구 1,485명, 2006년 기준)이며 북쪽에 있는 노무카섬(Nomuka)과 하노섬(Haʻano)에는 4개 마을(인구 951명), 남쪽에 있는 우이하섬(ʻUiha)에는 2개 마을(인구 638명)이 있다. 이 중 우이하섬에는 고대 유적과 묘지가 있다. 그 밖에 서쪽에는 토푸아섬(Tofua, 활화산)과 카오섬(Kao, 휴화산)이 있고 남서쪽에는 룰룽가 제도(Lulunga), 남쪽에는 노무카 제도가 있다.